# 鼻炎
鼻炎（びえん、英: Rhinitis、ライナイティス）とは、鼻腔の粘膜に発生した、急性または慢性の炎症のこと。
鼻炎の原因は、感染、化学物質、アレルギーなど様々。鼻炎によって、呼吸性嗅覚障害が起こることもある。無論、さらに炎症が広がれば、他の合併症が起こることも考えられる。

## 種別
胃炎は病理学的に胃粘膜に炎症細胞の浸潤がある状態と定義。 胃炎は時間的概念によって急性と慢性に分けられる。 この他にも組織学的所見、解剖学的分布および病的メカニズムによって分類される。 胃炎の内視鏡的所見によって、発赤性胃炎、びらん性胃炎、出血性胃炎、胆汁逆流性胃炎、慢性表在性胃炎、萎縮性胃炎、化生性胃炎、肥厚性胃腸塩などに分類されることもある。

### 急性鼻炎
急性鼻炎は、主に風邪になった時にしばしば発生している、急性上気道炎の部分症として発生する。したがって、その原因はウイルス感染や細菌感染である。炎症が周辺に広がって副鼻腔炎や中耳炎などを併発することがある。なお、中耳炎を併発するケースは小児に多いとされているが、これは耳管の形状が小児と大人とで異なっていることが影響していると言われる。

### 慢性鼻炎
慢性鼻炎の原因は様々であるが、中には急性鼻炎が慢性化したことによって起こる場合もある。慢性鼻炎は、慢性単純性鼻炎と慢性肥厚性鼻炎とに分類される。慢性単純性鼻炎は、その名の通り、鼻腔の粘膜に慢性的な炎症が起こり続けていることを指す。慢性肥厚性鼻炎は、慢性的な炎症が原因で、周辺組織が厚くなってしまっている状態のことを指す。

### アレルギー性鼻炎
アレルギー性鼻炎とは、アレルギーが原因で起こる鼻炎のこと。花粉症によって起こる鼻炎も、このアレルギー性鼻炎に分類される。